# خوان لوبيز (ممثل)
خوان لوبيز (بالإسبانية: Juan López Moctezuma)‏ (و. 1932 – 1995 م) هو ممثل، ومخرج أفلام، وكاتب سيناريو، وممثل تلفزي مكسيكي، ولد في مدينة مكسيكو، بدأ مشواره المهني سنة 1972، توفي عن عمر يناهز 63 عاماً.

## وصلات خارجية
- خوان لوبيز على موقع IMDb (الإنجليزية)
- خوان لوبيز على موقع ألو سيني (الفرنسية)
- خوان لوبيز على موقع أول موفي (الإنجليزية)
- خوان لوبيز على موقع قاعدة بيانات الأفلام السويدية (السويدية)
- خوان لوبيز على موقع قاعدة بيانات الفيلم (الإنجليزية)
- خوان لوبيز على موقع كينوبويسك (الروسية)